# Faure Gnassingbé
Pour les articles homonymes, voir Eyadema, Faure et Gnassingbé.
 (mai 2020).
L'article doit être relu — et modifié si nécessaire — par des contributeurs indépendants pour apporter un regard critique aux contributions effectuées en violation des conditions d'utilisation de Wikipédia, tant sur la forme (notamment concernant le style encyclopédique, la proportionnalité) que sur le fond (la neutralité de point de vue, la qualité et l'indépendance des sources).
Faure Gnassingbé (prononciation : /foʁ ɲasiŋɡbe/), né le 6 juin 1966 à Afagnan, est un homme d'État togolais.
Il succède à son père, Gnassingbé Eyadema, président de la République de 1967 jusqu'à sa mort en 2005. D'abord président par intérim (du 7 au 25 février 2005), Faure Gnassingbé est président de la République jusqu'au 3 mai 2025, date à laquelle il devient président du Conseil, après avoir abandonné le système présidentiel. Élu à quatre reprises, dans des conditions contestées, il est, comme son père, qualifié de dictateur.

## Biographie

### Héritage de Gnassingbé Eyadéma
Sa nomination en tant que président de la République était déjà prévue, en raison du mauvais état de santé de son père. En décembre 2002, Gnassingbé Eyadema avait fait amender la Constitution du pays, avec entre autres mesures l’abaissement de l'âge nécessaire pour être président de 45 à 35 ans, âge qu'avait son fils à cette époque. Ceci aurait permis à Faure Gnassingbé de se présenter à l'élection présidentielle de 2003 au cas où Eyadéma ne pourrait se présenter.
Avec l'aval de Jacques Chirac et tel que permis par l’amendement constitutionnel de décembre 2002, Eyadéma se présente finalement à l’élection présidentielle de 2003 qu'il remporte officiellement au premier tour avec 52 % des voix. Il fait entrer Faure Gnassingbé (jusqu’alors député) au gouvernement en lui confiant le ministère des Travaux publics, des Mines et des Télécommunications. Eyadéma annonce engager de grands travaux de réhabilitations des infrastructures partout dans le pays après le rétablissement de la coopération avec l'Union européenne (coupée depuis 1993 à la suite de la répression d'une manifestation en février 1993).
À la suite du décès de son père le 5 février 2005 et d'un coup d'État constitutionnel soutenu par l'armée, Faure Gnassingbé devient président après avoir été élu président de l'Assemblée nationale. Sous la pression de l'opposition, de l'Union africaine et de la communauté internationale, Faure Gnassingbé renonce d'abord à être président jusqu'au terme du mandat normal de son père en renonçant à la modification de la constitution votée en toute hâte. Il annonce alors une élection dans les 60 jours. Ensuite, le 25 février, il renonce à son mandat de président par intérim et se porte candidat à l'élection présidentielle.

### Élection présidentielle de 2005
L’élection a lieu le 24 avril 2005. Le scrutin est marqué par l'irruption de militaires des forces armées togolaises (FAT) dans les bureaux de vote et le vol des urnes dans des quartiers réputés favorables à l'opposition,. Faure Gnassingbé est élu avec 60,15 % des voix selon les résultats définitifs annoncés par la Cour constitutionnelle du pays.
L'opposition accuse d’irrégularités, et des affrontements entre partisans de l'opposition et forces de l'ordre et des milices du Rassemblement du peuple togolais (parti au pouvoir) armées de coupe-coupe (machettes traditionnelles utilisées principalement dans l'agriculture en Afrique de l'Ouest) et aidés par 2 500 militaires ont lieu dans les grandes villes du pays. Ils auraient entraîné 790 morts parmi les opposants selon la ligue togolaise des droits de l'homme et 154 selon la commission d'enquête officielle togolaise. Le rapport d'enquête de l'ONU annonce entre 400 et 500 morts. Le pouvoir organisateur de l'élection dénonça les chiffres publiés par l'ONU sous prétexte que ce dernier n'aurait repris que les chiffres donnés par le chef de l'ONU au Togo, Fidèle Sarassoro, ami personnel de l'ancien ministre de l'Intérieur Akila-Esso François Boko qui avait démissionné de son poste quelques jours avant les élections avertissant que des massacres étaient en préparation par des proches du pouvoir et qu'il ne maîtrisait pas la situation.
Le 3 mai, la Cour constitutionnelle confirme les résultats de l'élection et Faure Gnassingbé prête serment le 4 mai.
Au cours de ce mandat, il n’est reçu officiellement que dans très peu de pays occidentaux. Les élections législatives de 2007 lui sont favorables, bien que leur représentativité ait été mise en cause, en raison d'un découpage électoral favorable au parti au pouvoir où il fallait dix mille électeurs pour élire un député dans certaines régions du Nord acquises au pouvoir mais cent mille au sud (plus peuplé) acquises aux opposants.

### Élection présidentielle de 2010
Le 7 mars 2010, le président de la Commission électorale nationale indépendante, Issifou Taffa Tabiou, le déclare vainqueur de l'élection présidentielle du 5 mars, le créditant de 60,9 % des suffrages face à Jean-Pierre Fabre (Union des forces de changement), qui obtient 33,9 % des voix, et à l'ancien Premier ministre Yawovi Agboyibo (Comité d'action pour le renouveau), crédité de 2,9 %.
La totalité des candidats, sauf Fabre et Nicolas Lawson (0,29 % des voix), refusent de reconnaître la supposée victoire de Faure Gnassingbé. Ces derniers estiment que les chiffres publiés par la Commission électorale nationale indépendante sont de pures fabrications. La commission électorale avait changé le mode de transmission des résultats des bureaux de vote au bureau central de la CENI aux derniers moments sous prétexte de pannes du système VSAT implanté par le Programme des Nations unies pour le développement (PNUD). L'expert du PNUD responsable, Yoro Thiam, déniera la version racontée par la CENI quelques jours plus tard en affirmant qu'il y avait eu des attaques virales, mais qui n'ont fait que ralentir le système pour un bout de temps sans toutefois indiquer la source des attaques. L'ancien ministre de l'Intérieur Akila Esso François Boko ajouta quelques jours plus tard que le clan au pouvoir aurait fait implanter une antenne pirate pour manipuler les chiffres transmis par le système VSAT. Ceci ayant échoué et Faure Gnassingbé perdant selon les résultats recueillis, la commission électorale aurait tout simplement changé de méthode de compilation des résultats. Selon Akila-Esso François Boko, ancien ministre de l’Intérieur de Gnassingbé Eyadéma, Faure ne peut mathématiquement pas gagner une élection au Togo malgré la division de l'opposition parce que la vraie base électorale de son parti n'est à peu près que de 10 % de l’électorat.
Faure Gnassingbé n'a pas fait d’apparition publique ou télévisuelle entre la date de sa réélection, et le 4 avril, date à laquelle il s’est rendu au port de Lomé, le point central du business familial. Il prêta serment le 3 mai après avoir fait boucler les artères de Lomé par des centaines de militaires.

### Élection présidentielle de 2015
Faure Gnassingbé se présente en 2015 pour un troisième mandat. Il est réélu le 29 avril 2015 avec 58,75 % des suffrages exprimés contre 34,95 % pour son adversaire Jean-Pierre Fabre à l'occasion d'élections contestées par l'opposition et une partie de la presse,.
En 2017-2018, le Togo connaît une grave crise politique, alors que des dizaines de milliers de personnes manifestent pour réclamer la démission de Faure Gnassingbé. Le président modifie par la suite la constitution afin de limiter à deux le nombre de mandats présidentiels. Cette mesure n'étant pas rétroactive, cela lui permet de se présenter une nouvelle fois en 2020 et en 2025.

### Élection présidentielle de 2020
Faure Gnassingbé se présente pour un quatrième mandat lors de l'élection présidentielle du 22 février 2020, qui oppose sept candidats. Un changement constitutionnel limite le président de la République à deux mandats, qui sera applicable à partir de 2020.
Le scrutin se déroule dans un contexte où, note Le Monde, « la famille de Faure Gnassingbé monopolise le pouvoir au Togo depuis cinquante-trois ans ». Quelques 500 observateurs de la société civile ont été déchus de leur accréditation, tandis que le système de sécurisation électronique des résultats a été annulé au dernier moment, faisant craindre à certains observateurs des fraudes électorales.
Plusieurs artistes ont appelé à voter pour le président togolais, comme le duo Toofan. Le Plan national de développement (PND) qu'il a initié en mars 2019, constitue le fer de lance de son programme. Il cite parmi d'autres projets : continuer l'électrisation du pays, réfection de 4 000 km d'axes routiers et désenclavement des zones rurales du pays. Il promet également, s’il est réélu président, de garantir la stabilité et la sécurité au Togo, insistant sur le fait que le pays se trouve dans une région fortement menacée par la pression djihadiste, et qu'il faut la contrer pour assurer le bon déroulement des projets de développement.
Il est réélu le 22 février 2020, dès le premier tour, avec 72,36 % des suffrages exprimés contre 4,35 % pour son adversaire Jean-Pierre Fabre et 18,37 % pour le chef de file de l'opposition, la société civile dénonçant également des bourrages d’urnes et des inversions de résultats.
Plus ancien président en exercice en Afrique de l'Ouest, il exerce une influence sous-régionale diplomatique lui permettant de d'entreprendre des médiations avec les rebelles tchadiens et de disposer d'une écoute attentive auprès des militaires maliens[source insuffisante].

### Depuis 2020
En mai 2022, Faure Gnassingbé accepte d'intervenir comme médiateur dans la crise politique au Mali, au moment où la junte militaire Assimi Goïta  est l’objet de pressions pour rétablir un régime civil.
En mai 2024, les députés étudient un projet de révision constitutionnelle proposée par un groupe parlementaire proche du pouvoir, qui vise à instaurer un régime parlementaire en lieu et place de celui présidentiel en vigueur. Le chef du gouvernement serait le président du Conseil des ministres, tandis que la fonction de chef de l’État assumée par le président de la république deviendrait essentiellement symbolique, avec un rôle de soutien à la cohésion et l'unité de la nation. Le 25 mars, les députés adoptent la révision constitutionnelle. Cette constitution est contestée par l'opposition et plusieurs organisations de la société civile. En mai 2024, Faure Gnassingbé promulgue la nouvelle constitution, qui fait rentrer le pays dans la Ve République.
Le 3 mai 2025, Faure Gnassingbé prête serment comme président du Conseil.

## Controverses
Faure Gnassingbé est surnommé « Bébé Gnass » par ses adversaires politiques, qui l'accusent de considérer la présidence de la République comme un héritage paternel. Il est également surnommé par ses pairs de CEDEAO comme « le jeune doyen » de la communauté. Plus généralement, sa famille monopolise le pouvoir depuis plus de cinquante ans, ce qui constitue de ce point de vue un record après la Corée du Nord. Kpatcha, un des demi-frères de Faure Gnassingbé et ex-ministre de la Défense, est toujours en prison en 2020 après un coup d'État manqué en 2009. L'affaire divise la famille et certains de ses membres évoquent un coup monté destiné à écarter un rival de Gnassingbé,,.
En 2008, il achète comme voiture présidentielle une voiture de marque Maybach à 1,8 million d'euros, tandis qu’il essayait de renouer avec la Commission européenne afin d’avoir accès à des prêts pour la réhabilitation des infrastructures du pays[réf. souhaitée].
Les élections législatives de 2018 sont boycottées par les partis d'opposition, qui dénoncent des irrégularités.

### Militants, opposition et journalistes
En 2014, Le Monde diplomatique qualifie le régime de « dictature à bout de souffle ».
En 2021, dans le cadre de l'affaire Pegasus, plus de 300 numéros togolais sont répertoriés dans la base du logiciel espion israélien,. L'affaire révèle alors que Faure Gnassingbé, qui n'a pas nié au moment des révélations, s'est servi du logiciel pour faire surveiller des opposants notamment, mais aussi des militants de la société civile et des journalistes, entre autres,,.

## Distinctions et décorations
- Grand-croix de l'ordre national du Bénin (2011)[58]
- Commandeur de l'ordre international des Palmes académiques du Conseil africain et malgache pour l'enseignement supérieur (2010)[59].
- Grand-croix de l'ordre du Mono[60]